# Twierdzenie o szachownicy
Twierdzenie o szachownicy – twierdzenie będące przykładem rozumowania topologiczno-kombinatorycznego wykorzystującego akcesoria szachowe (planszę i bierki); jest ono szczególnym przypadkiem dyskretnego odpowiednika twierdzenia o krzywej Jordana.
Twierdzenie pojawiło się jako zadanie do rozwiązania na stronie 32 „Kalejdoskopu matematycznego” Hugona Steinhausa. Sam autor twierdził, że pochodzi ono od jednego z lwowskich matematyków (najprawdopodobniej Włodzimierza Stożka). Dowód twierdzenia opublikowano w 1980 roku w magazynie Polskiego Towarzystwa Matematycznego Delta (nr 9), jednak nie był przekonujący; pełny dowód podał Wojciech Surówka w 1993 roku.

## Twierdzenie
Przez „szachownicę” rozumie się niżej prostokątną planszę złożoną z jednakowych kwadratów w kolorze białym i czarnym, niekoniecznie umieszczonych naprzemiennie (jak w klasycznej szachownicy, która jest szczególnym przypadkiem opisanej niżej). Używane figury (król i wieża) poruszają się zgodnie z zasadami gry w szachy.
Jeśli:
- pole w lewym górnym rogu i pole w prawym dolnym rogu szachownicy są czarne i
- nie istnieje droga po białych polach łącząca górną lub prawą krawędź szachownicy z dolną lub lewą krawędzią, po której mogłaby przejść wieża,

to:
król może przejść po czarnych polach od lewego górnego do prawego dolnego rogu.